# Verdienter der polnischen Kultur

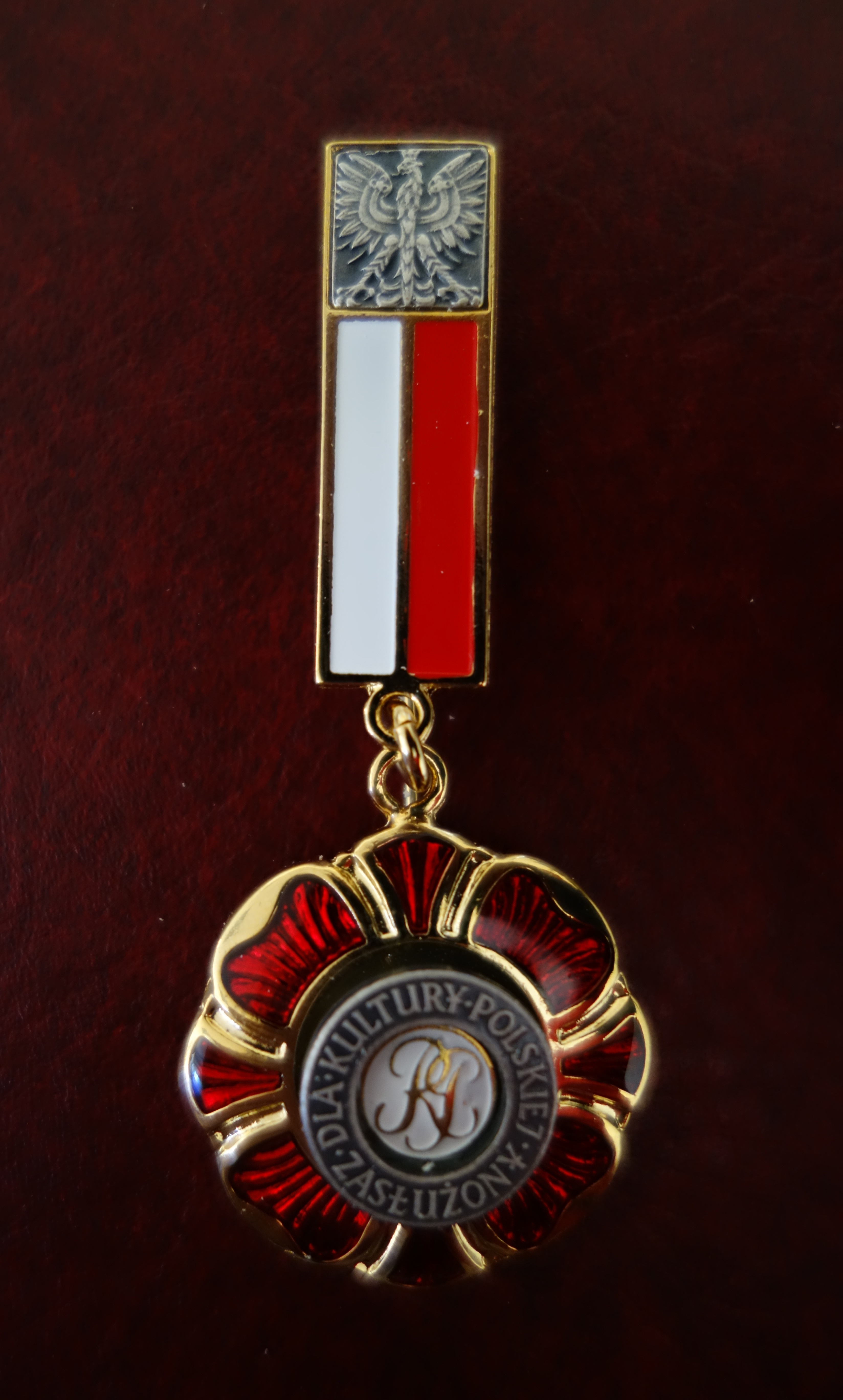
Verdienter der polnischen Kultur. (Zasłużony dla kultury polskiej)

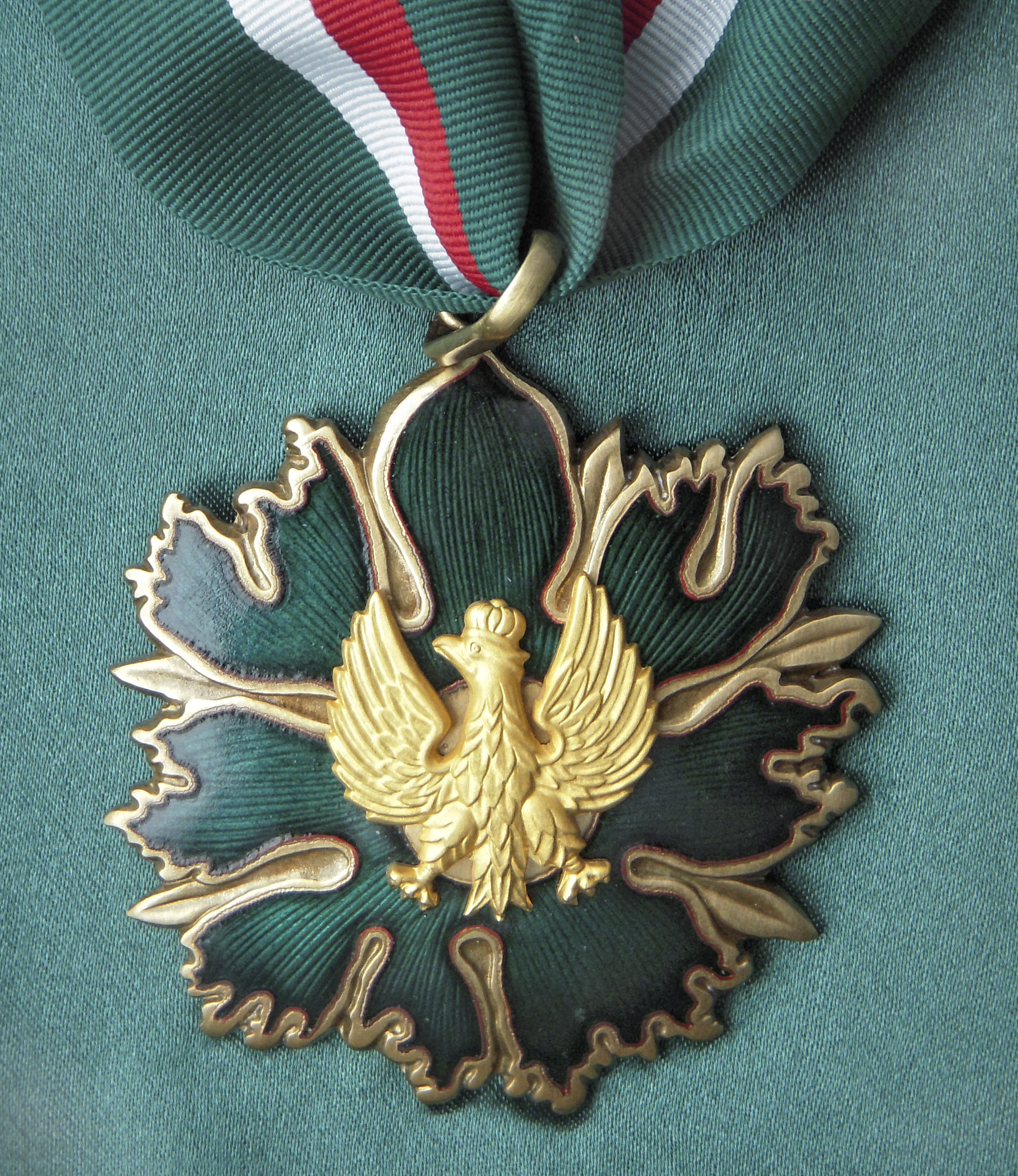
Gloria-Artis-Medaille für kulturelle Verdienste (Gold). (Medal Zasłużony Kulturze Gloria Artis)

Die Auszeichnung für Verdiente um die polnische Kultur (Zasłużony dla kultury polskiej) ist eine polnische Auszeichnung für Menschen, Institutionen, Organisationen oder Vereine, die sich im In- oder Ausland um die Schaffung, Verbreitung und Erhaltung der polnischen Kultur verdient gemacht haben.
Mit dem Gesetz vom 17. Juni 2005 ersetzte sie die Auszeichnung „Zasłużony działacz kultury“, die ausschließlich an polnische Kulturverdiente verliehen werden konnte und vom 25. Oktober 1991 stammte. Verliehen wird sie vom polnischen Kultusministerium (Ministerstwo Kultury i Dziedzictwa Narodowego) nach einem Antragsverfahren.
Ergänzend zur Auszeichnung wurde im Jahr 1991 die Medaille Gloria-Artis-Medaille für kulturelle Verdienste in Gold, Silber und Bronze eingeführt, die an Kulturschaffende verliehen wird.

## Träger (Auswahl)
- Andrzej Anusz, Historiker und Politiker
- Robert F. Barkowski, Autor, Lektor und Übersetzer
- Kazimierz Brakoniecki, Dichter, Essayist, literarischer Übersetzer
- Emil Brix, österreichischer Botschafter in London
- Rudolf Buchbinder[4]
- Wolfgang Deurer, Architekt und Denkmalpfleger
- Prof. Dr. hab. Leon Dyczewski, Leiter des Instituts Soziologie der Kultur an der Katolicki Uniwersytet Lubelski
- Martha Gammer, Gründungsmitglied des Gedenkdienstkomitees Gusen
- Rudolf A. Haunschmied, Gründungsmitglied des Gedenkdienstkomitees Gusen und Mitbegründer der Bewusstseinsregion Mauthausen-Gusen-St. Georgen
- Barbara Hulanicka, Innenarchitektin, Textilkünstlerin und Museumsleiterin
- Grzegorz Królikiewicz, Regisseur
- Krystyna Meissner, Theaterregisseurin und -leiterin
- Alfons Nossol, Theologe und Bischof a. D.
- Roman Polański, Regisseur
- Tadeusz Rolke, Fotograf
- Radosław Sikorski, Politiker und Journalist
- Michael Stricharz, Musiker
- Janina Szarek, Regisseurin, Schauspielerin und Theaterpädagogin
- Erich Wahl, Bürgermeister der Marktgemeinde St. Georgen an der Gusen und Mitbegründer der Bewusstseinsregion Mauthausen-Gusen-St. Georgen
- Wojciech Waleczek, Pianist
- Horst Ulbrich, Vorsitzender des Deutschen Freundschaftskreises DFK Glatz